# 阿爾瓦伊科查湖
8°53′16″S 77°37′36″W / 8.88778°S 77.62667°W
阿爾瓦伊科查湖（西班牙語：Laguna Arhuaycocha），是秘魯的湖泊，位於該國北部安卡什大區，由瓦伊拉斯省的聖克魯斯區負責管轄，長1.1公里、寬0.4公里，面積398.8平方公里，海拔高度4,500米，最大水深99米。得名於阿爾瓦伊冰川（Glaciar Arhuay），而 cocha 則是湖澤之意。